# Tympanogramme

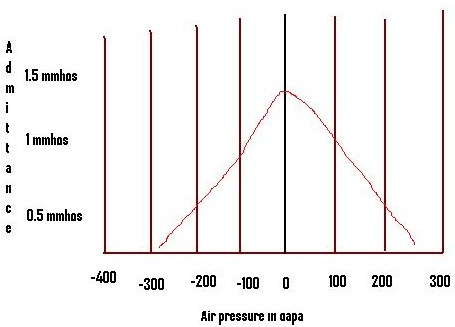
Normal

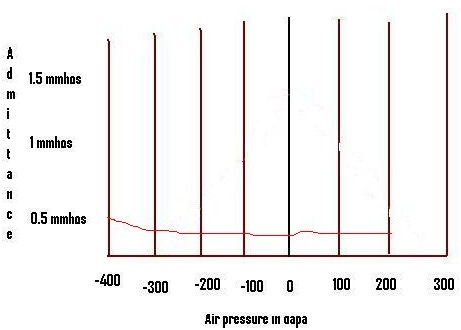
Anormal

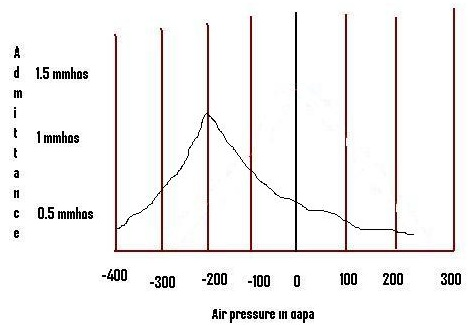
Anormal

Le tympanogramme, réalisé lors de la tympanométrie, est un graphe représentant l'impédance de l'oreille moyenne. 
Il est obtenu en faisant varier la pression dans le conduit auditif, et permet de détecter l'immobilité du tympan, ou de la chaine ossiculaire (marteau, enclume, étrier) ou l'absence de réflexe stapédien (contraction du muscle du stapes ou étrier).
La représentation graphique du résultat du test est caractérisé par une forme de pagode ou de pic.